# بارريسيا
في البلاغة ، البارريسيا هي كلام صريح، يتم التحدث به بحرية.  وهذا لا يعني حرية التعبير فحسب، بل والالتزام بالتحدث بالحقيقة من أجل الصالح العام، حتى ولو كان ذلك على حساب المخاطرة الشخصية.

## تأثيل
الاستخدام الأقدم لمصطلح البارريسيا كان من طرف الروائي والمسرحي الروماني يوربيديس في القرن الخامس قبل الميلاد   تعني الباريسيا حرفيًا "التحدث بكل شيء" وبالتالي "التحدث بحرية" أو "التحدث بجرأة" أو " الجرأة ". 

## الاستخدام في اليونان القديمة
في العصر اليوناني الكلاسيكي، كانت البارريسيا مكونًا أساسيًّا للديمقراطية الأثينية .  في المحاكم أو الإكيلازيا (مجلس المواطنين)، كان الأثينيون أحرار في قول أي شيء تقريبًا. في احتفال الديونيسيا ، استخدم كتاب المسرح مثل أرسطفان حقهم الكامل في السخرية من أي شخص قد اختاروه. 
ولكن خارج نطاق المسرح والحكومة، كانت هناك حدود لمدى حدة الكلام؛ فالحرية في مناقشة السياسة، والأخلاق، والدين، أو انتقاد الناس تعتمد على السياق: من قال ذلك، ومتى، وكيف، وأين.  إذا اعتبر شخص ما خارجًا عن المألوف أخلاقيًّا أو عقائديًّا، فإن حرية التعبير غير المقيدة بالحدود قد تعرضه لاتهامات خطيرة مثل الكفر. كانت هذه هي الحجة التي تم بموجبها إعدام سقراط في 399 قبل الميلاد ، لإهانته للآلهة وإفساده لعقول الشباب.  على الرغم من أن سقراط ربما عوقب بسبب ارتباطه الوثيق بالعديد من المشاركين في الانقلاب الأثيني عام 411 ق.م، فقد كان يُعتقد أن تعاليم سقراط الفلسفية كانت بمثابة مبرر فكري لاستيلائهم على السلطة.  
في الفلسفة الهلنستية اللاحقة، كانت البارريسيا سمة مميزة للفلاسفة للفلاسفة الكلبية، كما تجسدت في وقاحة ديوجانس الكلبي .  وفقًا لفيلوديموس ، يستخدم أتباع الفلسفة الأبيقورية أيضًا البارريسيا في شكل انتقاد صريح لبعضهم البعض بهدف مساعدة النقد على تحقيق هدفه في توقف الألم والوصول إلى حالة من فلسفة الطمأنينة. 
في العهد الجديد، البارريسيا هي قدرة يسوع أو أتباعه على التمسك بموقفهم في الخطاب أمام السلطات السياسية والدينية مثل الفريسيين .   

## الاستخدام في الكتابات اليهودية الحاخامية
تظهر البارريسيا في الأدب الميدراشى كشرط لنقل التوراة . تشير الباريسيا إلى التواصل المفتوح والعام  باعتبارها وسيلة اتصال، يتم وصفها مرارا وتكرارا بمصطلحات مماثلة للمشاع . ترتبط بارريسيا ارتباطًا وثيقًا ببرية بلا مالك ذات أهمية أسطورية وجغرافية أساسية، وهي ميدبار سيناء التي وردت فيها التوراة في البداية. إن نشر التوراة يعتمد على معلميها الذين يزرعون طبيعة منفتحة، لا مالك لها، وتشاركية مثل تلك البرية. يعتبر هذا المصطلح مهمًا لمناصري اليهودية مفتوحة المصدر .  هذا هو النص من ميخيلتا حيث يظهر مصطلح dimus parrhesia (انظر النص الغامق).
"ויחנו במדבר" (שמות פרק יט פסוק ב) נתנה תורה דימוס פרהסייא במקום הפקר, שאלו נתנה בארץ ישראל, היו אומרים לאומות העולם אין להם חלק בה, לפיכך נתנה במדבר דימוס פרהסייא במקום הפקר, וכל הרוצה לקבל יבא ויקבל...
لقد تم تسليم التوراة على dimus parrhesia في maqom hefker (مكان لا ينتمي لأحد). فلو أعطيت في أرض إسرائيل، لكان لديهم سبب ليقولوا لأمم العالم: "ليس لكم نصيب فيها". وهكذا dimus parrhesia في مكان لا ينتمي إلى أحد: "كل من يرغب في الحصول عليها، فليأت ويحصل عليها!"
التفسير: لماذا لم تنزل التوراة في أرض إسرائيل؟ لكي لا يكون لشعوب العالم عذر في القول: «لن نقبله لأنه نزل في أرض إسرائيل». 
...דבר אחר: שלא להטיל מחלוקת בין השבטים שלא יהא זה אומר בארצי נתנה תורה וזה אומר בארצי נתנה תורה לפיכך נתנה תורה במדבר דימוס בפרהסיא במקום הפקר, בשלשה דברים נמשלה תורה במדבר באש ובמים לומר לך מה אלו חנם אף דברי תורה חנם לכל באי עולם. 
سبب آخر: لتجنب الشقاق بين أسباط بني إسرائيل. وإلا كان يمكن أن يقال: في بلادي أعطيت التوراة. وقد يقول قائل: في بلادي أعطيت التوراة. لذلك أعطيت التوراة في ميدبار (البرية، الصحراء) ، في مكان لا ينتمي لأحد. تشبه التوراة بثلاثة أشياء: ميدبار، بالنار، وبالماء. وهذا يعني أنه كما أن هذه الأشياء الثلاثة مجانية لكل من يأتي إلى العالم، فكذلك كلمات التوراة مجانية لكل من يأتي إلى العالم.
يُستخدم مصطلح "بارريسيا" أيضًا في اللغة العبرية الحديثة (عادةً ما يتم هجاؤه פרהסיה وتعني [في] العامة .

## الدراسات الحديثة
طور الفيلسوف الفرنسي ميشال فوكو مفهوم البارريسيا كأسلوب من أساليب الخطاب في علم الاجتماع حيث يعبر الناس عن آرائهم وأفكارهم بصراحة وصدق، متجنبين الخطابة أو التعميمات الواسعة.  إن تفسير فوكو للواقعية يتناقض مع نموذج ثنائية العقل والجسد المعاصر الذي يتطلب وجود أدلة دامغة للحقيقة. لقد ساوى الفيلسوف الفرنسي رينيه ديكارت بين الحقيقة وما لا يمكن الشك فيه، معتقدًا أن ما لا يمكن الشك فيه يجب أن يكون صحيحًا.[بحاجة لمصدر] حتى يتم فحص الكلام أو انتقاده لمعرفة ما إذا كان عرضة للشك، لا يمكن تقييم حقيقته بهذا المعيار.
أكد الفيلسوف الفرنسي ميشال فوكو أن مفهوم البارريسيا اليوناني الكلاسيكي يعتمد على عدة معايير. لا يعتبر الشخص بارريسيًّا إلا إذا كان له اتصال بالحقيقة والواقع. وهذا يستلزم التصرف كناقد للآراء الشعبية، أو للمعايير المجتمعية أو حتى ناقدًا للذات. إن عملية الكشف عن هذه الحقيقة تعرض الفرد لمخاطر كبيرة، ومع ذلك يصر الناقد على التحدث بسبب المسؤولية الأخلاقية والاجتماعية و السياسية. بالإضافة إلى ذلك، في السياقات العامة، يجب أن يتمتع الشخص البارريسي بمكانة اجتماعية أقل تمكينًا مقارنة بأولئك الذين يتم نقل الحقيقة إليهم.
وصف فوكو الشخصية اليونانية الكلاسيكية بأنها شخصية تجاهر بالصدق، حتى لو أدى ذلك إلى نتائج سلبية. لا يتعلق هذا الخطر دائمًا بالمواقف التي تهدد الحياة. على سبيل المثال، عندما تخبر صديقك أنه يفعل شيئًا خاطئًا، مع العلم أن ذلك قد يجعله غاضبًا ويضر بصداقتك، فأنت تتصرف مثل الشخص البارريسي . ترتبط البارريسيا ارتباطًا وثيقًا بامتلاك الشجاعة للتحدث بالحقيقة على الرغم من المخاطر المحتملة، بما في ذلك العواقب الاجتماعية، أو الفضائح السياسية، أو حتى مسائل الحياة والموت.  :15–16
تتضمن البارريسيا التحدث بصراحة. يتضمن ذلك ارتباطًا واضحًا بالحقيقة من خلال الصدق، وارتباطًا بالحياة الشخصية من خلال مواجهة الخطر، وتفاعلًا معينًا مع الذات أو الآخرين من خلال النقد، وعلاقة محددة بالمبادئ الأخلاقية من خلال الحرية والمسؤولية. على وجه التحديد، إنه شكل من أشكال التحدث حيث يشارك المتحدث حقيقته الشخصية، حتى أنه يخاطر بحياته لأنه يعتقد أن قول الحقيقة هو واجب لمساعدة الآخرين ونفسه. في الباريسيا، يختار المتحدث الصدق بدلاً من الإقناع، والحقيقة بدلاً من الكذب أو الصمت، وخطر الموت بدلاً من السلامة، والنقد بدلاً من الإطراء، والالتزام الأخلاقي بدلاً من المصلحة الذاتية أو اللامبالاة.  : 19–20 
يتكلم الأفراد البارريسيون دون تحفظ. على سبيل المثال، يؤكد ديمستين في خطابيه " عن السفارة الكاذبة " و" رسالة فيليب الأولى "، على أهمية التحدث بصدق، دون حجب أو إخفاء أي شيء. 